# Tiñosillos
Tiñosillos község Spanyolországban, Ávila tartományban. Tiñosillos Pajares de Adaja, El Bohodón, Pedro-Rodríguez, San Vicente de Arévalo, Nava de Arévalo, Arévalo, Orbita és Gutierre-Muñoz községekkel határos. Lakosainak száma 756 fő (2024).

## Népesség
A település népessége az utóbbi években az alábbiak szerint változott:
| Lakosok száma | 766  | 787  | 794  | 843  | 840  | 804  | 797  | 787  | 766  | 756  |
|               | 2001 | 2004 | 2006 | 2009 | 2011 | 2014 | 2016 | 2019 | 2021 | 2024 |